# Gyrinus colymbus
Gyrinus colymbus är en skalbaggsart som beskrevs av Wilhelm Ferdinand Erichson 1837. Gyrinus colymbus ingår i släktet Gyrinus, och familjen virvelbaggar. Arten har ej påträffats i Sverige.